# إيتون غرين
إيتون غرين (بالإنجليزية: Eaton Green)‏ هو مهرب مخدرات جامايكي، ولد في 1967.